# Hutto, Texas
Hutto là một thành phố thuộc quận Williamson, tiểu bang Texas, Hoa Kỳ. Năm 2010, dân số của xã này là 14698 người.

## Dân số
- Dân số năm 2000: 1250 người.
- Dân số năm 2010: 14698 người.